# Девід Батлер (борець)
Девід Дерек Батлер (англ. David Derek Butler; нар. 14 вересня 1957, Мансі, округ Делавер, Індіана) — американський борець греко-римського стилю, срібний призер Панамериканського чемпіонату, чемпіон та срібний призер Панамериканських ігор, срібний та дворазовий бронзовий призер Кубків світу, срібний (в греко-римській боротьбі) та бронзовий (у вільній боротьбі) призер чемпіонатів світу серед військовослужбовців, учасник Олімпійських ігор.

## Спортивні результати на міжнародних змаганнях

### Виступи на Олімпіадах
| Змагання                    | Збірна | Вагова категорія                 | Місце                      |
| --------------------------- | ------ | -------------------------------- | -------------------------- |
| Літні Олімпійські ігри 1988 | Куба   | греко-римська боротьба, до 74 кг | вибув після першого раунду |

### Виступи на Чемпіонатах світу
| Змагання                        | Збірна | Вагова категорія                 | Місце |
| ------------------------------- | ------ | -------------------------------- | ----- |
| Чемпіонат світу з боротьби 1986 | США    | греко-римська боротьба, до 74 кг | 6     |
| Чемпіонат світу з боротьби 1987 | США    | греко-римська боротьба, до 74 кг | 16    |
| Чемпіонат світу з боротьби 1989 | США    | греко-римська боротьба, до 74 кг | 7     |
| Чемпіонат світу з боротьби 1991 | США    | греко-римська боротьба, до 74 кг | 21    |

### Виступи на Панамериканських чемпіонатах
| Змагання                                   | Збірна | Вагова категорія                 | Місце  |
| ------------------------------------------ | ------ | -------------------------------- | ------ |
| Панамериканський чемпіонат з боротьби 1992 | США    | греко-римська боротьба, до 74 кг | Срібло |

### Виступи на Панамериканських іграх
| Змагання                  | Збірна | Вагова категорія                 | Місце  |
| ------------------------- | ------ | -------------------------------- | ------ |
| Панамериканські ігри 1987 | США    | греко-римська боротьба, до 74 кг | Золото |
| Панамериканські ігри 1991 | США    | греко-римська боротьба, до 74 кг | Срібло |

### Виступи на Кубках світу
| Змагання                    | Збірна | Вагова категорія                 | Місце  |
| --------------------------- | ------ | -------------------------------- | ------ |
| Кубок світу з боротьби 1980 | США    | греко-римська боротьба, до 68 кг | 4      |
| Кубок світу з боротьби 1982 | США    | греко-римська боротьба, до 74 кг | 5      |
| Кубок світу з боротьби 1985 | США    | греко-римська боротьба, до 74 кг | 4      |
| Кубок світу з боротьби 1986 | США    | греко-римська боротьба, до 74 кг | Бронза |
| Кубок світу з боротьби 1987 | США    | греко-римська боротьба, до 74 кг | Срібло |
| Кубок світу з боротьби 1988 | США    | греко-римська боротьба, до 74 кг | Бронза |

### Виступи на інших змаганнях
| Змагання                                                  | Збірна | Вагова категорія                 | Місце  |
| --------------------------------------------------------- | ------ | -------------------------------- | ------ |
| Чемпіонат світу з боротьби серед військовослужбовців 1983 | США    | греко-римська боротьба, до 74 кг | Срібло |
| Чемпіонат світу з боротьби серед військовослужбовців 1983 | США    | вільна боротьба, до 74 кг        | Бронза |